# Сібусі

Шібу́ші (яп. 志布志市, しぶしし, МФА: [ɕibuɕi̥ ɕi]?) — місто в Японії, в префектурі Каґошіма. Розташоване в східній частині префектури, на узбережжі Східно-Китайського моря.   Виникло на основі призамкового містечка раннього нового часу. Отримало статус міста 1947 року. Площа становить 290,01 км². Станом на 1 липня 2012 року населення складало 32 530  осіб, густота населення — 112 осіб/км².  Основою економіки є сільське господарство — рисівництво, вирощування перцю, батату, дині; тваринництво, рибальство та переробка морепродуктів.   

## Географія
Сібусі лежить на півострові Осумі, на узбережжі затоки Шібуші Східно-Китайського моря. Північна частина міста вкрита горами, а центральна і південна лежать на височині, що поступово переходить у рівнину. Через Шібуші протікають річки Мае, Анраку і Хішіда.

## Історія
У 9–12 століттях землі сучасного Шібуші належали аристократичному роду Куні. У 13 столітті вони перейшли до самурайського роду Ходжьо, а згодом — до роду Шімадзу. Останній збудував місцевий замок Мацуо, який з 16 століття став називатися Шібуші. У період Едо (1603–1867) при ньому виникло призамкове поселення, підконтрольне автономному уділу Сацума. Воно розвинулося завдяки посередницькій торгівлі між Рюкюською державою і містами Західної і Східної Японії.
Засноване 27 травня 1941 року шляхом злиття таких населених пунктів:
- містечка Шібуші повіту Соо (曽於郡志布志町)
- містечка Мацуяма (松山町)
- містечка Аріаке (有明町)